# 望月太左衛門
望月 太左衛門（もちづき たざえもん）は、歌舞伎の長唄囃子方の名跡。

## 初代
（生没年不詳）
宇野長七の門弟。安永2年（1773年）江戸中村座の立小鼓で初めて名が確認出来る。初名は柏崎吾四郎。信濃飯田の人物で、姨捨山の月から、望月を姓用いた。囃子方望月流の宗家。

## 2代目
（生没年不詳）
2代目柏崎権兵衛の三男。2代目吾四郎、文化元年（1804年）に2代目太左衛門を襲名。俳名は黙翁。

## 3代目
（生没年不詳）
芸名等不明。
後に隠居し俳名の望月朴清を名乗る。

## 4代目
（天明4年（1784年） - 文久元年4月18日（1861年5月27日））
前名は柏崎林之助。文化11年（1814年）に4代目太左衛門を襲名。囃子の世界で初めて死絵が版行されるほど人気と実力を持ち優秀な門下を輩出。安政2年（1855年）に娘婿の初代福原百之助に5代目太左衛門を譲り自らを俳名の2代目望月朴清を襲名した。

## 5代目
（生年不詳 - 安政6年（1859年）2月12日）
初代寶山左衛門の門弟。4代目太左衛門の娘婿。安政2年（1855年）に初代福原百之助から5代目太左衛門を襲名。4代目太左衛門より先に死去。

## 6代目
6代目と称した人物は2人いる。
- （天保元年（1830年） - 明治7年（1874年）5月7日）

初名は望月太喜蔵。5代目没後、一門で襲名争いが起きる。芸は劣っていたが森田座の座付きの芝居茶屋を経営で勢力を振るっていたので、明治2年（1869年）に勝手に太喜蔵が襲名。
- （天保6年（1835年） - 明治43年（1910年）12月20日）本名は田中次郎兵衛。

詳しくは寶山左衛門#2代目

## 7代目
（文久2年3月16日（1862年4月14日） - 昭和13年（1938年）5月19日）本名は安倍清三久。
陸奥国仙台柳町（現在の宮城県）の生まれ、仙台で活躍していた囃子方の堅田喜三久の長男。明治6年（1873年）に上京し、3代目望月長九郎の門下となり、明治12年（1879年）に新富座、明治16年（1883年）に中村座立太鼓、明治19年（1886年）に千歳座に出て立小鼓に昇進を果たす。明治31年（1898年）に4代目長九郎を襲名。明治38年（1905年）には7代目太左衛門を襲名。翌年には明治39年（1906年）に2代目寶山左衛門が先代を飛ばして「6代目」太左衛門として襲名し同時代2人の太左衛門が存在するという珍しいことが起きる。明治44年（1911年）には帝国劇場の専属囃子。大正9年（1920年）に長男の2代目望月長左久に8代目太左衛門を譲り自ら引退し3代目朴清を襲名した。主な作曲には「連獅子」「菖蒲浴衣」「岸の柳」など。長男が9代目太左衛門、次男が3代目堅田喜惣治、四男が10代目太左衛門、長女が5代目藤舎呂船、長女の夫が4代目呂船、次女が望月初子等他、孫に11代目太左衛門（後の4代目朴清）、3代目堅田喜三久。

## 8代目
（明治24年（1891年）4月9日 - 大正15年（1926年）5月26日）本名は安倍金三郎。
東京日本橋区横山町の生まれ、7代目太左衛門の長男。幼少より父の元で修行し明治38年（1905年）に2代目長左久を名乗る。大正9年（1920年）に父7代目太左衛門が隠居、3代目朴清の襲名に伴い、自らは8代目太左衛門を襲名。嘱望されたが父より先に死去。長男が10代目太左衛門。

## 9代目
（明治35年（1902年）2月20日 - 昭和21年（1946年）9月12日）本名は安倍光之助。
3代目長左久から昭和3年（1928年）に9代目太左衛門を襲名。著書には当時の貴重なお囃子の譜面や写真が掲載された「望月流改訂長唄囃子方手附」がある。兄8代目太左衛門同様に嘱望されたが夭折。妻は三味線演奏の杵屋和春。長男が11代目太左衛門（後の4代目朴清）、次男が3代目堅田喜三久。

## 10代目
（大正12年（1923年）12月12日 - 昭和62年（1987年）5月12日）本名は安倍一太郎。
東京の生まれ、8代目太左衛門の長男。昭和13年（1938年）に日大一中・中退。早くに父が亡くなった為、叔父の9代目太左衛門の元で修行。昭和21年（1946年）に9代目太左衛門が死去したため10代目太左衛門を襲名。菊五郎劇団で囃子を担当。戦後の歌舞伎囃子の第一人者。長らく歌舞伎囃子協会副会長を勤める。

## 11代目
後の4代目朴清

## 12代目
（昭和34年（1959年）4月13日 - ）本名は安倍久勝。
東京日本橋人形町の生まれ、10代目太左衛門の子、5代目望月朴清は双子の弟。1988年に久勝。1993年7月に6代目長左久から12代目太左衛門を襲名。